# Ірина Шлемова
Ірина Шлемова (3 березня 1984) — узбецька плавчиня.
Учасниця Олімпійських Ігор 2004, 2008 років.